# Histoire du Havre Athletic Club
Ne pas confondre avec le club omnisports Le Havre Athletic Club.
 (avril 2023).
 (février 2016).
Cet article présente l’histoire du Havre AC, fondé en 1894 en tant que section football du club omnisports du même nom, fondé 10 ans plus tôt en 1884.

## Les premiers titres (1897-1933)

### Champion de France
Les clubs parisiens refusant que le club havrais joue le championnat de France, il se rabat sur la Coupe Manier nouvellement créée, mais une règle interdisant au club d'aligner plus de trois joueurs étrangers prive le H.A.C. de ses titulaires britanniques. Avec ses remplaçants français, le club parvient quand même en finale où il perd le 25 avril 1897 contre le Club français sur le score de 5 à 3.
Le H.A.C. toujours interdit de championnat de France étrille ses adversaires lors de matchs amicaux, le 14 février 1897 le 9-0 passé au FC Dieppe est mentionné pour la première fois dans le journal Le Petit Havre ; c'est le premier compte-rendu d'un match du H.A.C. dans la presse.
En 1899, le H.A.C. est enfin autorisé à jouer le championnat de France. L'U.S.F.S.A. décide d'ouvrir le championnat aux clubs de la province afin d'être réellement national. Seuls deux clubs répondent à l'appel : le H.A.C. et l'Iris club lillois. Il est décidé que le club havrais et le club lillois s'affronteraient dans un match et le vainqueur affronterait le champion de Paris. Le match entre les deux équipes de province est fixé au Parc des Princes, mais faute de ballon, le match ne peut avoir lieu et quand il en fut trouvé un, le terrain n'était plus libre, car utilisé pour un match de Hockey sur gazon. Le match est fixé plus tard à Amiens, mais une épidémie de grippe force le club lillois à déclarer forfait, laissant le H.A.C. affronter le champion de Paris, le Club français en finale. Seulement le Club français refusa d'affronter le H.A.C., déclarant que le club havrais n'était pas habilité à représenter la province n'ayant pas pris part à une épreuve comparable à celle de Paris. Le capitaine du H.A.C. proposa de mettre un jeu un autre trophée, mais un nouveau refus du Club français fit que l'U.S.F.S.A. déclara le H.A.C. champion de France 1899. Champion de France sans ayant joué un seul match.
Dans la lancée de ce succès, le club remporta le Challenge international du Nord en battant en finale le Club français par 3 buts à 2 et un second titre de champion de France en battant en finale de la Région Nord l'US Tourcoing par 4 buts à 1 et le Club français en finale nationale sur le score de 1-0 et un but de la tête de l'Anglais Richards en première mi-temps.
L'année suivante, le club échoue en finale contre le Standard AC, après avoir éliminé le FC Rouen et l'Iris club lillois dans les tours précédents, il fait d'abord match nul sur le terrain du Standard à Paris avant de s'incliner par surprise sur le score de 6 buts à 1 au Havre.

### Première crise
En 1902, alors que le club est en pleine réussite avec deux titres de champion de France et un titre de finaliste, le capitaine Mason et A. Wilkes quittent le club pour fonder le Havre sports, entraînant avec eux plusieurs joueurs du Havre AC. Ce départ est dû à la cohabitation forcée entre le « football-association » et le « football-rugby » au sein du H.A.C. que ne supporte plus certains footballeurs qui doivent partager le terrain avec les rugbymen du club, ainsi que la non-spécialisation de certains joueurs qui pratiquent le football ou le rugby au gré de leur humeur.
L'effet des départs et de la pratique de plusieurs sports en même temps se fait ressentir au niveau des résultats où le H.A.C. ne brille plus et se fait battre aussi bien au niveau régional que national. Pour améliorer les résultats des différentes sections, l'assemblée générale du 12 mai 1905 adopte un règlement qui prévoit l'autonomie morale et financière de chaque section sportive, ainsi naît le Havre AC Football-Association aux côtés des sections Havre AC Rugby, Havre AC Tennis, Havre AC Hockey et Havre AC Athlétisme. Albert Schadegg prend la présidence de la section football.
Malgré cette scission, il arrive que certains footballeurs rendent des services à la section rugby et vice-versa. Un autre incident éclata avec Charles Wilkes, alors l'un des meilleurs joueurs du club, à la suite d'un article dans le journal du Petit Havre du 13 novembre 1905 extrêmement critique à son encontre, il quitte le club pour rejoindre son frère au Havre sports.
Le club parvient toutefois à dominer le championnat U.S.F.S.A. de Normandie, il le remporte de 1900 à 1909 sauf en 1904 et 1908 où c'est respectivement le CS Le Havre et Le Havre sports qui l'emportent. Le H.A.C. domine le championnat régional, mais ne parvient pas à briller lors du tournoi finale nationale. L'année 1910 voit la première victoire du FC Rouen en championnat U.S.F.S.A. de Normandie, un titre qui restera dans les mains des Rouennais jusqu'à la guerre et l'interruption des championnats de football et ce, malgré les renforts de deux excellents joueurs suisses, l'inter-gauche Lang et l'inter-droit Schmitt. C'est lors de ces années qu'ont lieu les premiers derbies entre le H.A.C. et le F.C.R., le club havrais remporte régulièrement le derby jusqu'en 1909 et le premier titre pour le club rouennais.

### Les années de guerre

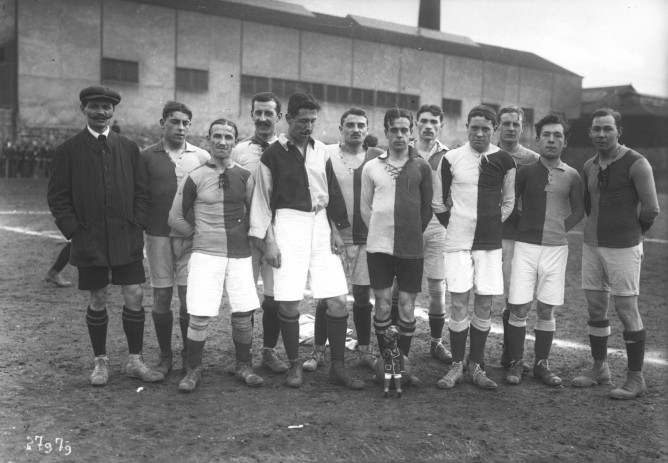
L'équipe du Havre AC en 1913 au tournoi international de Pâques à l'actuel stade Bauer de Saint-Ouen-sur-Seine au nord de Paris.

La Première Guerre mondiale, qui se déclare en août 1914, interrompt les compétitions sportives et disperse les joueurs des grandes équipes françaises dont Le Havre AC. Cependant, pendant ces années difficiles, le président Albert Schadegg essaye de maintenir une activité sportive dans son club. Il est aidé en cela par le renforcement de joueurs anglais dû à la présence d'une importante base militaire anglaise au Havre, dont certains joueurs-militaires sont professionnels comme Taffee ou Carnaby. Renforcé aussi par l'arrivée de Belges et le maintien des Suisses dont le pays n'est pas en guerre. Les matchs qu'ils disputent, sous le nom de leur corps, lieu de cantonnement ou encore affectation, attirent un grand public.
En 1914, le président décide d'acheter un petit terrain de football privé sur la propriété Dollfus, aidé par les alliés belges et anglais, ainsi que par les membres de la section football. Il transforme cette propriété en stade de football. La grande tribune en bois du champ de course est montée sur les abords du stade et la pelouse, à la suite de travaux de drainage, est grandement améliorée. Ce stade est nommé Stade de la Cavée Verte.
La section rugby du club s'éteint pendant la guerre faute de joueurs, les Anglais refusant de le pratiquer. Au contraire, la section football connaît un fort engouement et manque de peu la victoire finale, en 1915, en coupe nationale qui a remplacé au début de la guerre le championnat de France. L'année suivante, l'équipe échoue en demi-finale de la Coupe des Alliés face au Stade rennais, futur vainqueur de l'épreuve. Mais le grand club de cette période est le Club athlétique de la Société Générale qui remporte trois la coupe nationale et une fois la Coupe des Alliés. Néanmoins Le HAC connaît son heure de gloire lors de la saison 1917-1918 en éliminant successivement en coupe nationale, l'US Mayvillaise, SM Caen, Saxby's AC, le champion de Picardie, Besançon RC et le Stade rennais par forfait. Il se retrouve en finale à Paris face au GS des Terreaux Lyon sur le terrain du stade de la Légion Saint-Michel. Le Havre domine nettement ce début de finale, mais bute sur le gardien lyonnais, il faut attendre la 30e minute de jeu, sur un tir de Louisver, pour l'ouverture du score havraise, suivi cinq minutes plus tard par le second but havrais par Mathoré. En seconde mi-temps, deux nouveaux buts de Louisver à la 67e et Winckel à la 85e portent le score à quatre buts à zéro pour Le score sera ramené à quatre buts à un par un but lyonnais dans les ultimes secondes du match. Albert Schadegg peut alors soulever la coupe nationale que lui remet le président de la République. Le Havre AC remporte son véritable premier trophée national.
L'année suivante, Le Havre est de nouveau en finale de la coupe nationale, cette fois contre l'Olympique de Marseille. C'est une véritable folie qui s'empare de la ville pour cette finale, d'autant plus qu'elle est organisée au Havre, sur la pelouse du nouveau stade de la Cavée Verte. Les Havrais ayant décidé de financer le déplacement des Marseillais s'ils étaient d'accord pour que la finale initialement prévue à Paris ait lieu au Havre. Malgré la hausse du prix des places, huit mille spectateurs prennent place pour la finale. Il ne reste que deux Havrais vainqueurs de l'édition précédente sur la pelouse. Les Havrais marquent un but très rapidement face à une équipe marseillaise désorganisée défensivement. Les Marseillais reprennent pied et réussissent à égaliser, puis le HAC reprend l'avantage sur un penalty et avant la mi-temps il marque un troisième buts sur une erreur du gardien de but marseillais. Fatigués et désorganisés, les Marseillais encaissent un quatrième buts sur penalty. Le Havre remporte pour la seconde fois de suite la coupe nationale, l'équivalent du championnat de France en cette période. Les succès du club pendant cette période de guerre ne doivent pas faire oublier que le club paiera un lourd tribut à la Première Guerre mondiale, cinquante de ses joueurs meurent sur le champ de bataille.

### Les débuts en Coupe de France et première épopée
La Coupe de France de football - appelée alors Coupe Charles Simon - est créée en 1917-1918, le HAC, engagé en coupe nationale, ne peux pas prendre part aux deux compétitions et rate les deux premières éditions de la compétition. Le club s'engage pour la première fois dans la coupe lors de sa troisième édition en 1920, dont il est l'un des favoris avec l'armada d'internationaux qu'il possède dans ses rangs (Frémont, Accard, Lenoble, Renier, Cantais). Les premiers tours se déroulent sans difficultés avec les éliminations respectives du rival Stade havrais sur le score de un but à zéro, du Stade Malherbe de Caen six buts à zéro et des Parisiens du Stade français deux buts à un. Le HAC, alors en huitième de finale, élimine le Football club de Levallois deux buts à un, l'USA Clichy trois buts à deux en quarts de finale et l'A.S. Cannes en demi-finale deux buts à zéro à Lyon.
L'adversaire du club havrais en finale est le Cercle athlétique de Paris, les Havrais sont privés de leur capitaine Renier, ainsi que de Sheldon et Harrisson pour disputer ce match qui se déroule sur le Stade Bergeyre devant 7 000 spectateurs. Le HAC parvient à mener au score un but à zéro à la mi-temps grâce à Thorel. La seconde mi-temps n'est plus à l'avantage des Havrais et Bard égalise sur penalty avant que ce même Bard ne donne l'avantage aux Parisiens avec un tir de loin. Le HAC se console comme il peut en remportant le championnat de Normandie face au Stade Malherbe de Caen à la Cavée Verte. Il s'agit du premier titre de champion unifié de Normandie décerné.

### La domination régionale
Le début des années 1920, est faste pour le club normand qui va asseoir sa domination sur le football normand en la partageant avec le grand rival du FC Rouen. Malheureusement au niveau national, avec la Coupe de France, le club va de désillusion en désillusion malgré de bonnes équipes composées entre autres de Raymond Frémont, les anglais Sydney Sheldon et Frank Harrison, Raymond Cantais, Robert Accard et Albert Rénier. En 1923, le club est champion de Normandie en battant en finale le Stade Malherbe de Caen un but à zéro, après avoir largement dominé le championnat de Haute-Normandie, mais est éliminé en coupe par au Stade rennais en huitièmes de finale.
L'année suivante voit une nouvelle fois le HAC dominer largement le championnat haut-normand et en coupe atteindre les demi-finales après avoir notamment sorti le Sporting club nîmois deux buts à zéro et l'Olympique de Paris sur le score de deux buts à un. En demi, le HAC affronte le Football Club de Cette à Paris devant 20 000 spectateurs, mais le score de un par tout oblige à un second match joué huit jours plus tard à Toulouse qui se termine lui aussi sur le score de un partout. Une troisième rencontre est donc organisée au Stade Pershing à Paris devant 30 000 personnes. Cette fois, les Havrais s'inclinent deux buts à zéro alors que dans l'autre demi-finale le rival rouennais s'incline face à l'Olympique de Marseille. Quelques semaines plus tard, les deux demi-finalistes malheureux se retrouvent pour disputer la dernière journée du championnat régional, alors décisive pour l'attribution du titre/ Les Havrais ont perdu leur avance en privilégiant la coupe. Au moment de disputer ce dernier match, ils ne possèdent plus qu'un point d'avance. Le match âprement disputé voit la victoire du Football club de Rouen sur le score de deux buts à un.
Lors de la saison 1925, les Brésiliens du CA Paulistano passent au Havre, lors de leur tournée en France, pour y disputer un match contre le Havre athletic club. Les locaux s'inclinent deux buts à un alors que leur adversaire leur est largement supérieur. La saison est plutôt mauvaise avec le titre décerné aux Rouennais (qui s'inclineront la même année en finale de la coupe) et l'élimination en huitième de finale contre une nouvelle fois le Football club de Sète. À la fin de la saison, trois joueurs majeurs quittent le club pour l'autre club de la ville, le Stade havrais. Il s'agit d'Avenel, Robert Accard et du suisse Jacques Stadelman.
Dès la saison suivante, le HAC retrouve son titre de champion régional avec l'arrivée du gardien André Postel. Le dernier match, celui du titre, se joue encore entre les Havrais et les Rouennais qui occupent la tête du classement avec 24 points chacun. Le match se termine sur le score de deux buts à zéro acquis en seconde mi-temps avec des buts d'Hubert Lafaurie et Roger Glémot. Une saison néanmoins ternie par l'élimination deux buts à zéro en huitième de finale de la Coupe de France par l'US Tourcoing. Quelques jours plus tard, deux buts du Suisse Max Ita, permettent au club de battre en finale le champion bas-normand, le Stella Cherbourg sur le score de deux buts à zéro.

### Le HAC rentre dans le rang
La fin des années 1920 voit un autre club de la ville, le Stade havrais, concurrencer fortement le HAC sur le plan régional. Les dirigeants de l'autre équipe havraise ont depuis quelques années patiemment construit leur effectif, en débauchant notamment trois joueurs important du HAC en 1925. Elle remporte le titre de champion de Normandie en 1928. Le HAC lui fait une mauvaise saison en finissant quatrième derrière le rival rouennais et l'US Quevilly, finaliste de la dernière coupe de France. Cette même saison, un grand événement se déroule au Havre avec la venue de l'équipe d'Uruguay, championne olympique en titre venue préparer les prochains Jeux olympiques. Les deux matchs organisés contre le HAC se soldent par des lourdes victoires uruguayennes sur le score de six à zéro lors du premier match et sept buts à un lors du second, malgré un but exceptionnel d'Albert Rénier d'un tir de 25 mètres. Le FC Rouen va remporter le titre de champion de Normandie en 1929, 1930, 1931, 1932 et 1933.
Cette baisse dans les résultats peut s'expliquer par la volonté des dirigeants havrais de garder leur esprit amateur hérité des débuts du club à l'anglo-saxonne. Les vedettes qui veulent monnayer leur talent sont rejetées par le HAC, mais les joueurs ont quand même de plus en plus de mal à admettre que la pratique du football puisse leur coûter de l'argent. Chez d'autres clubs français, l'amateurisme marron est une pratique courante. Ces clubs ont les moyens d'attirer les meilleurs joueurs. Pour empêcher cette pratique, la Fédération française de football vote le statut professionnel en 1931 pour une application pour la saison 1932-1933. Les dirigeants havrais, fidèles à leurs principes, refusent d'adopter le statut pro. Le club joue donc la première saison professionnelle du football français dans le championnat de Normandie amateur. Mais les joueurs et les supporteurs sont frustrés d'être écartés de l'élite devenue professionnelle, d'autant plus que le club est éliminé en huitième de finale de la Coupe de France contre le Stade havrais et qu'il a été humilié six buts à un par ses rivaux du FC Rouen. De plus, la tribune principale du Stade de la Cavée Verte est détruite par un incendie, qu'on soupçonne avoir été déclenché par des supporteurs déçus. La saison se termine par une seconde place, loin derrière le champion rouennais. Les dirigeants doivent se rendre à l'évidence et le comité directeur, pour la survie du club, ratifie le professionnalisme sur demande du président Schadegg, pourtant profondément pour l'amateurisme.